# 愛西市立北河田小学校
愛西市立北河田小学校（あいさいしりつきたごうたしょうがっこう）は、愛知県愛西市にある公立小学校。

## 概要
北河田小学校は、愛知県の西部に位置し、名鉄津島線藤浪駅から徒歩約5分の愛西市北河田町郷前にある。前身となる精之学校が1873年（明治6年）、根高学校が1874年（明治7年）に設立され、その後1887年（明治20年）に合併して北河田学校となる。2005年（平成17年）4月の市町村合併に伴い愛西市立北河田小学校に改称する。2021年（令和3年）4月1日現在の児童数は、318名。

## 沿革
北河田小学校の歴史は以下。
- 1873年（明治6年）3月 - 精之学校が設立される。
- 1874年（明治7年）3月 - 根高学校が設立される。
- 1876年（明治9年）3月 - 精之学校が古川学校と改称。
- 1887年（明治20年）4月 - 古川学校および根高学校が合併し、北河田学校となる。
- 1892年（明治25年）7月 - 北河田学校が、藤浪尋常小学校と諸古尋常小学校となる。
- 1907年（明治40年）2月 - 藤浪・諸古両尋常小学校を統合し、北河田尋常小学校と改称。
- 1909年（明治42年）4月 - 佐織高等小学校が設立される。
- 1916年（大正5年）12月 - 佐織高等小学校を統合し、佐織尋常高等小学校と改称。
- 1923年（大正12年）3月 - 佐織高等小学校が再度分離し（同校は1941年4月に佐織国民学校と改称し、その後消滅）、北河田尋常小学校と改称。
- 1941年（昭和16年）4月 - 佐織町立北河田国民学校に改称。
- 1947年（昭和22年）4月 - 佐織町立北河田小学校に改称。
- 2005年（平成17年）4月 - 市町村合併に伴い愛西市立北河田小学校に改称。

### 歴代校長
年は就任年を示す。
- 1947年（昭和22年） - 内藤又右衛門
- 1953年（昭和28年） - 大橋淳
- 1960年（昭和35年） - 山田忠利
- 1961年（昭和36年） - 服部宏
- 1965年（昭和40年） - 伊藤幸
- 1971年（昭和46年） - 宇都宮茂
- 1979年（昭和54年） - 武田昌信
- 1983年（昭和58年） - 服部宏
- 1985年（昭和60年） - 森田不二生

## 部活動
部活動への入部は自由。入部できるのは4年生以上。入部すると、原則として卒業まで退部・転部はできない。
- サッカー部
- バスケットボール部
- 金管部
- コンピューター部

## 卒業後の進路
公立中学校に進学する生徒の進学先は愛西市立佐織中学校になる。

## 特色
- 毎月一週間ほど「あいさつ運動」が行われる。
- 校舎の北館と南館の間には中庭があり、観察の池がある。
- 給食は自校の給食室で調理している。

## 所在地
- 愛知県愛西市北河田町郷前406番地

## 通学区域
北河田小学校の通学区域は以下となる。
- 諸桑町
- 南河田町
- 北河田町
- 諏訪町
- 根高町
- 持中町
- 見越町
- 六輪町
- 小津町（浦田面・江新田・観音堂・猿尾・古堤）
- 町方町 （彦作堤内および北堤外・彦作堤外・南堤外・五軒家東のそれぞれ愛知県道458号一宮弥富線の東側区域）

## アクセス
- 名鉄津島線 藤浪駅より東へ500m、徒歩5分